# Манастир Свете Меланије
Манастир Свете Меланије Римљанке је српски православни женски манастир у Зрењанину, припада Епархији банатској Српске православне цркве.

## Историја
Манастир је основао епископ банатски др Георгије Летић 7. маја 1935. године у североисточном делу Зрењанина на месту старог манастира Дреновца и посветио га Светој Меланији. Повод је била двострука владичина годишњица: четрдесет година свештеничке и тридесет година епископске службе. Име је узето, према имену његове мајке. Уз владику банатског, велики приложник манастира је и његова сестра по мајци, Даница - Олга племенита Војновић, чијом помоћи је уређен унутрашњи део храма и конака, те купљен манастирски посед. Олга је даровала 320.000 динара да се набави земљиште и шума. Шума је била неопходна да се манастир може развијати. Дародавка је дала још око 100.000 динара за разне потребе - градње и набавке. Купљен је тако и један ланац земље. Касније 1938. године Олгиним новцем купљено је још 10 јутара земље. Владика бачки Никанор је даровао манастиру, честице моштију Св. Меланије Римљанке, које се налазе у олтару. Темељи манастира су освећени децембра 1935. године. Градња је окончана 1939. године, након подизања једног дела смештајног конака.
Епископ Георгије је имао у виду да у горњем Банату није било наших манастира, поготово није било женских и с обзиром да је некад у Бечкереку био српски манастир (Дреновац). Зато је решио да у граду на Бегеју, који је тада био престоница југословенског дела Баната, подигне манастир и посвети га својој мајци. Манастир је подигао и по жељи Хришћанске народне заједнице Бечкеречке, на чијем је челу била учитељица Вукосава Шпаковски. Основао је владика фонд од 150.000 динара у обвезницама ратне штете, купио 1 катастарско јутро земље на Водици, и грађевински материјал у вредности између 15.000-30.000 динара. Владика није видео "свој" манастир, јер је у међувремену умро у јесен 1935. године. Међу предратним дародавцима су били Петровградска црквена општина која је купила веће, а Хришћанска народна заједница (богомољци) мање звоно. Побожни грађанин Јован Ламбић набавио је манастирском храму леп полијелеј.
Манастир је подигнут у византијском стилу, нови конак из 1990. подигнут је у моравском стилу. Манастирску цркву је пројектовао новосадски архитекта Ђорђе Табаковић 1935. године. Иконостас је био резбарен и позлаћен. Иконостас и живопис радио је академски сликар из Вршца Светислав Вуковић (сликар) 1936.1937 године. Реконструкција и доградња извршена је 1986. године, под руководством архитекте Предрага Ристића. Посед манастира је крајем 20. века 12 хектара земље.
Био је то први женски манастир у Епархији банатској. Прва управитељица манастира од 1935. године, била је монахиња Петронија рођена Савић, рођена сестра научника лекара др Васе Савића (1893—1939). Прва игуманија хаџи Петронија Шпаковски је пре монашења (1934. у манастиру Покрова Пресвете Богородице у Мрзеници), била удова, зрењанинска песникиња и учитељица Вукосава Шпаковски - Савић. Сахрањена је након смрти 1958. године, у манастирској крипти, као и родитељи епископа Георгија Летића из Старог Бечеја - отац Милош учитељ и мајка Меланија - Милица рођ. Крестић, и његова сестра Олга. Осамдесетих година 20. века настојатељица манастира је била игуманија Магдалена Веселиновић, рођена у Перлезу 1902. године. Замонашена је у манастиру Св. Јована 1951. године, од када је и постављена за старешину манастира. Са њом је била монахиња Доротеја. 
У склопу манастира налази се и капела Свете Петке коју је 2004. освештао епископ банатски Никанор. У манастиру налази се чудотворни извор, који је једно време био пресушио.
Драгоценост манастирске ризнице представља Престоно Јеванђеље штампано 1663. године у Москви.